# International Journal of Dermatology
Das International Journal of Dermatology, abgekürzt Int. J. Dermatol., ist eine wissenschaftliche Fachzeitschrift, die vom Wiley-Blackwell-Verlag im Auftrag der International Society of Dermatology veröffentlicht wird. Die Zeitschrift wurde 1962 unter dem Namen Dermatologia Tropica et Ecologica Geographica gegründet, änderte den Namen 1965 in Dermatologia Internationalis, bevor 1970 der Wechsel zum derzeitigen Namen erfolgte. Sie erscheint mit zwölf Ausgaben im Jahr. Es werden Arbeiten aus allen Bereichen der Dermatologie veröffentlicht.
Der Impact Factor lag im Jahr 2014 bei 1,312. Nach der Statistik des ISI Web of Knowledge wird das Journal mit diesem Impact Factor in der Kategorie Dermatologie an 38. Stelle von 63 Zeitschriften geführt.